# Triamtérène
 (janvier 2022).
Si vous disposez d'ouvrages ou d'articles de référence ou si vous connaissez des sites web de qualité traitant du thème abordé ici, merci de compléter l'article en donnant les références utiles à sa vérifiabilité et en les liant à la section « Notes et références ».
Le triamtérène est un médicament diurétique agissant sur la réabsorption de potassium au niveau du rein, généralement utilisé en association dans le traitement de l'hypertension et des œdèmes.
Il est utilisé en France dans le traitement de l'hypertension artérielle en association avec le méthyclothiazide sous la dénomination Isobar ou en association avec l'hydrochlorothiazide sous la dénomination Prestole.